# Axiopoena karelini
Axiopoena karelini là một loài bướm đêm thuộc phân họ Arctiinae, họ Erebidae.